# Carex marina
Carex marina är en halvgräsart som beskrevs av Chester Dewey. Enligt Catalogue of Life ingår Carex marina i släktet starrar och familjen halvgräs, men enligt Dyntaxa är tillhörigheten istället släktet starrar och familjen halvgräs. Arten har ej påträffats i Sverige.

## Underarter
Arten delas in i följande underarter:
- C. m. marina
- C. m. pseudolagopina